# Cláudio Pitbull
Cláudio Mejolaro (Porto Alegre, 8 de janeiro de 1982), mais conhecido como Cláudio Pitbull, é um ex-futebolista brasileiro que atuava como atacante.
Recebeu esse apelido do treinador Antônio Lopes, que o batizou como “Pitbull” por conta do seu temperamento.

## Carreira
Formado nas categorias de base do Grêmio, clube onde começou aos 11 anos de idade, tornou-se profissional em 1999, e dois anos depois sagrou-se campeão da Copa do Brasil. Pelo tricolor gaúcho, o atacante teve bons momentos e ganhou projeção nacional.
Disputou a Copa São Paulo de Juniores em 2002 e no Brasileiro daquele ano, atuou por empréstimo no Juventude e ajudou o clube a chegar às quartas de finais do campeonato. Após o retorno ao Grêmio, uma lesão no joelho o afastou dos gramados por oito meses.
Em 2004, marcou 19 gols, mesmo com o Grêmio rebaixado em último lugar no Brasileirão.
A participação nas boas campanhas gremistas atraiu a atenção do Porto, de Portugal, com quem firmou um contrato de cinco anos de duração em 2005. No clube, não conseguiu se firmar de primeira e acabou sendo e emprestado três vezes seguidas.
O primeiro destino foi o Al-Ittihad, da Arábia Saudita, mas o atacante nem chegou a defender o clube em uma competição oficial.
Depois se transferiu para o Santos, onde teve apenas uma passagem discreta entre setembro de 2005 e janeiro de 2006, onde marcou apenas dois gols com a camisa alvinegra.
Logo depois, foi parar no Fluminense em 2006, onde ficou por quase um ano. No Tricolor carioca participou da luta contra o rebaixamento, e marcou um gol importante contra o Santa Cruz para garantir a equipe das Laranjeiras na Série A na temporada seguinte.
No ano seguinte, retornou para Portugal, onde defendeu Acadêmica, Marítimo e Vitória de Setúbal, onde tornou-se ídolo após o título da Taça da Liga de Portugal em cima do Sporting.
Ainda ficou um ano no Rapid Bucareste, da Romênia.
No ano de 2012 teve uma rápida passagem pelo Bahia, mas só foi a campo sete vezes com a camisa do clube. 
Voltou a Portugal para defender o Gil Vicente, onde ficou nas temporadas 2012–13 e 2013–14, sendo que na última fez poucos jogos por causa de lesões. Passou por um período de testes no Nástic de Tarragona, da Espanha, mas acabou dispensado após duas semanas.
Seu último clube foi a Cabofriense, na qual chegou no final de 2017 para a disputa do Campeonato Carioca de 2018. Após a competição, o jogador aposentou-se dos gramados.

## Títulos
Grêmio
- Campeonato Gaúcho: 2001
- Copa do Brasil: 2001

Vitória de Setúbal
- Taça da Liga: 2007–08